# Garz (Usedom)
Garz est une commune de l'arrondissement de Poméranie-Occidentale-Greifswald, Land de Mecklembourg-Poméranie-Occidentale.

## Géographie
La commune se situe sur l'île d'Usedom, le long de la lagune de Szczecin et de la frontière avec la Pologne.
Les communes voisines sont Kamminke à l'est, Zirchow à l'ouest et Korswandt au nord. La ville de Heringsdorf se trouve à 7 km, son aéroport se trouve sur le territoire de Garz.
Le territoire au nord, avec le Golm haut de 69 m, fait partie du parc naturel de l'île d'Usedom traversé par la Bundesstraße 110, la tourbière de Zerninsee se trouve au nord-est.

## Histoire
La région est habitée depuis l'âge du bronze final.
L'hypothèse selon laquelle Othon de Bamberg serait venu en 1124 pour consacrer une église dans un village du nom de "Grimiz" devenu Garz n'est pas confirmée ni infirmée. La première mention écrite de Garz date de 1231, un second document de 1242 déclare que le village est la propriété de l'abbaye de Dargun. L'église est bâtie en 1450. Après l'introduction de la Réforme en Poméranie en 1534, le village est géré avec Kamminke par l'office ducal d'Usedom et de Pudagla.
Durant la guerre de Trente Ans, l'île est occupée par les troupes impériales. Pour construire le canal de Świnoujście, Albrecht von Wallenstein force les habitants du village. Après les traités de Westphalie en 1648, le village fait partie de la Poméranie suédoise. Après les traités de Stockholm en 1720, il passe dans la Prusse. La fondation de la ville de Świnoujście et l'expansion du port villageois fait augmenter le nombre d'habitants, notamment les artisans qui vont travailler en ville. Après la réforme administrative de 1815, la commune appartient à l'arrondissement d'Usedom-Wollin dans la province de Poméranie.
En 1852, une épidémie de choléra touche de nombreux habitants de l'île dont beaucoup meurent.
Au début du XXe siècle, la garnison de Świnoujście se sert du territoire du village comme terrain d'exercice de tirs d'obusier. L'aéroport est construit en 1938, le moulin est détruit en raison de ces travaux.
Le 4 mai 1945, l'aviation soviétique bombarde Garz et la base aérienne alors abandonnée. Le lendemain, les forces terrestres occupent le territoire. Par la suite, les tanks et les avions stationnent dans l'aéroport. Les T-54 resteront jusqu'en 1980. L'aérodrome de Garz devenu l'aéroport de Heringsdorf en 1962 sert d'annexe à la Nationale Volksarmee et, jusqu'en 1970, de station pour les avions d'Interflug.
En 1990, la commune appartient au Land de Mecklembourg-Poméranie-Occidentale. En 2007, le passage de la frontière entre Garz et Świnoujście est rouvert.